# Ana Mulvoy-Ten

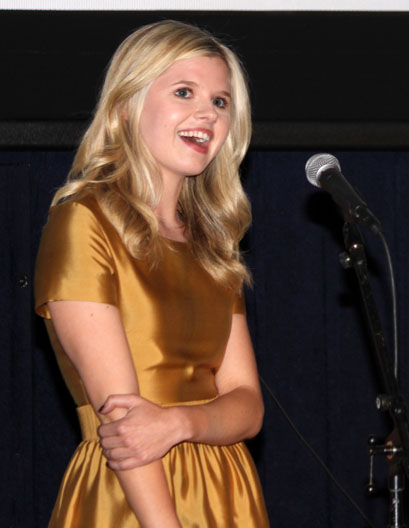
Ana Mulvoy-Ten (2015)

Ana Maria Mulvoy-Ten (* 8. Mai 1992 in London) ist eine britisch-spanische Schauspielerin mit irischen Wurzeln.

## Leben und Karriere
Ana Mulvoy-Ten ist die Tochter einer spanischen Mutter und eines irischen Vaters. Sie wurde bilingual – in Englisch und Spanisch – von ihrer Mutter aufgezogen. Sie hat einen jüngeren Bruder sowie drei adoptierte Schwestern.
Bereits im Alter von sechs Jahren nahm Mulvoy-Ten Sprach- und Schauspielunterricht.
Von 2008 bis 2010 spielte Mulvoy-Ten in der spanischen Fernsehserie Cosas de la vida die Rolle der Rosi. 2011 verkörperte sie im US-Science-Fiction-Fernsehfilm Red Faction: Origins die Rolle der Vayla. Von 2011 bis 2013 mimte sie in der britischen Mystery-Serie House of Anubis die Rolle der Amber Millington.
In deutschen Synchronisationen wurde Mulvoy-Ten überwiegend von der Schauspielkollegin Josefin Hagen gesprochen.

## Filmografie (Auswahl)
- 2003: Star (Fernsehserie, eine Folge)
- 2003: Mein Haus in Umbrien (My House in Umbria, Fernsehfilm)
- 2008: Out There (Kurzfilm)
- 2008–2010: Cosas de la vida (Fernsehserie, 36 Folgen)
- 2009: Myths (Fernsehserie, eine Folge)
- 2011: Red Faction: Origins (Fernsehfilm)
- 2011–2013: House of Anubis (Fernsehserie, 117 Folgen)
- 2012: First Time Loser
- 2014: Teen Wolf (Fernsehserie, eine Folge)
- 2015: Ur in Analysis (Fernsehfilm)
- 2015: Tomato Soup
- 2015: The Girl in the Book
- 2015: Vanity (Fernsehserie, 7 Folgen)
- 2015: CSI: Cyber (Fernsehserie, eine Folge)
- 2016: Outlaw
- 2017: The Queen of Hollywood Blvd
- 2017: Famous in Love (Fernsehserie, eine Folge)
- 2017: American Crime (Fernsehserie, 7 Folgen)
- 2018: Ascension
- 2019: Selah and the Spades